# 小行星6517
小行星6517（英語：6517 Buzzi）是一颗围绕太阳公转的小行星。1990年1月21日，埃莉諾·赫琳在帕洛马山发现了此天体。
这颗小行星的绝对星等为150.41996等。